# Olympische Winterspiele 2010/Skilanglauf – 4 × 10 km (Männer)
Die 4 × 10-km-Skilanglaufstaffel der Männer bei den Olympischen Winterspielen 2010 fand am 24. Februar 2010 im Whistler Olympic Park in Whistler statt. Olympiasieger wurde die schwedische Staffel mit Daniel Rickardsson, Johan Olsson, Anders Södergren und Marcus Hellner. Die Silbermedaille ging an die Staffel aus Norwegen, Bronze an Tschechien.

## Daten
- Datum: 24. Februar 2010, 11:15 Uhr
- Höhenunterschied: 53 m / 40 m
- Maximalanstieg: 41 m / 38 m
- Totalanstieg: 360 m / 372 m
- 56 Teilnehmer aus 14 Ländern, davon alle in der Wertung

## Ergebnisse
| Platz | Land / Sportler                                                                        | Zeit                                                        |
| ----- | -------------------------------------------------------------------------------------- | ----------------------------------------------------------- |
| 1     | Schweden Daniel Rickardsson Johan Olsson Anders Södergren Marcus Hellner               | 1:45:05,4 h 27:57,9 min 27:55,2 min 24:35,2 min 24:37,1 min |
| 2     | Norwegen Martin Johnsrud Sundby Odd-Bjørn Hjelmeset Lars Berger Petter Northug         | 1:45:21,3 h 27:59,9 min 28:27,5 min 24:38,4 min 24:15,5 min |
| 3     | Tschechien Martin Jakš Lukáš Bauer Jiří Magál Martin Koukal                            | 1:45:21,9 h 28:22,4 min 27:36,4 min 24:34,8 min 24:48,3 min |
| 4     | Frankreich Jean-Marc Gaillard Vincent Vittoz Maurice Manificat Emmanuel Jonnier        | 1:45:26,3 h 27:56,7 min 28:03,6 min 24:31,5 min 24:54,5 min |
| 5     | Finnland Sami Jauhojärvi Matti Heikkinen Teemu Kattilakoski Ville Nousiainen           | 1:45:30,3 h 27:55,6 min 28:32,3 min 24:37,1 min 24:25,3 min |
| 6     | Deutschland Jens Filbrich Axel Teichmann René Sommerfeldt Tobias Angerer               | 1:45:49,4 h 27:58,3 min 28:22,6 min 24:43,7 min 24:44,8 min |
| 7     | Kanada Devon Kershaw Alex Harvey Ivan Babikov George Grey                              | 1:47:03,2 h 28:23,8 min 28:21,3 min 24:33,5 min 25:44,6 min |
| 8     | Russland Nikolai Pankratow Pjotr Sedow Alexander Legkow Maxim Wylegschanin             | 1:47:04,7 h 28:33,4 min 28:07,4 min 24:56,9 min 25:27,0 min |
| 9     | Italien Valerio Checchi Giorgio Di Centa Pietro Piller Cottrer Cristian Zorzi          | 1:47:16,6 h 28:22,1 min 28:34,3 min 24:39,8 min 25:40,4 min |
| 10    | Schweiz Toni Livers Curdin Perl Remo Fischer Dario Cologna                             | 1:47:57,2 h 28:20,7 min 28:26,7 min 25:35,1 min 25:34,7 min |
| 11    | Kasachstan Sergei Tscherepanow Alexei Poltaranin Jewgeni Welitschko Nikolai Tschebotko | 1:49:49,1 h 28:36,1 min 27:45,2 min 26:38,3 min 26:49,5 min |
| 12    | Slowakei Martin Bajčičák Ivan Bátory Michal Malák Peter Mlynár                         | 1:49:52,0 h 28:21,2 min 28:28,7 min 25:49,6 min 27:12,5 min |
| 13    | USA Andrew Newell Torin Koos Garrott Kuzzy Simeon Hamilton                             | 1:51:27,7 h 28:37,9 min 30:01,5 min 25:49,6 min 26:58,7 min |
| 14    | Estland Algo Kärp Jaak Mae Aivar Rehemaa Kaspar Kokk                                   | 1:51:41,2 h 29:54,6 min 28:43,4 min 25:50,0 min 27:13,2 min |